# Hubert Markl
Hubert Simon Markl (Regensburg, 17 de agosto de 1938 – Constança, 8 de janeiro de 2015) foi um biólogo alemão. Foi presidente da Sociedade Max Planck, de 1996 a 2002.
Foi eleito membro estrangeiro da Royal Society em 2002.